# Valkenstijn

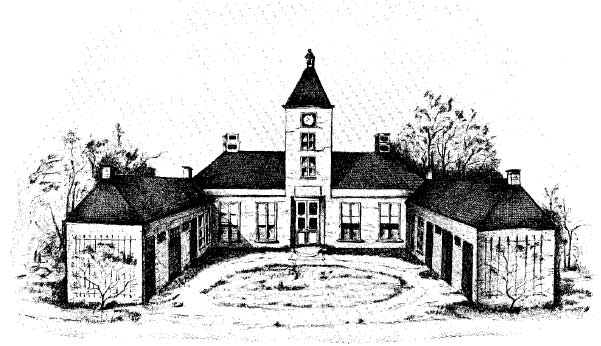
Vredeveld zoals het er omstreeks 1740 uitgezien moet hebben

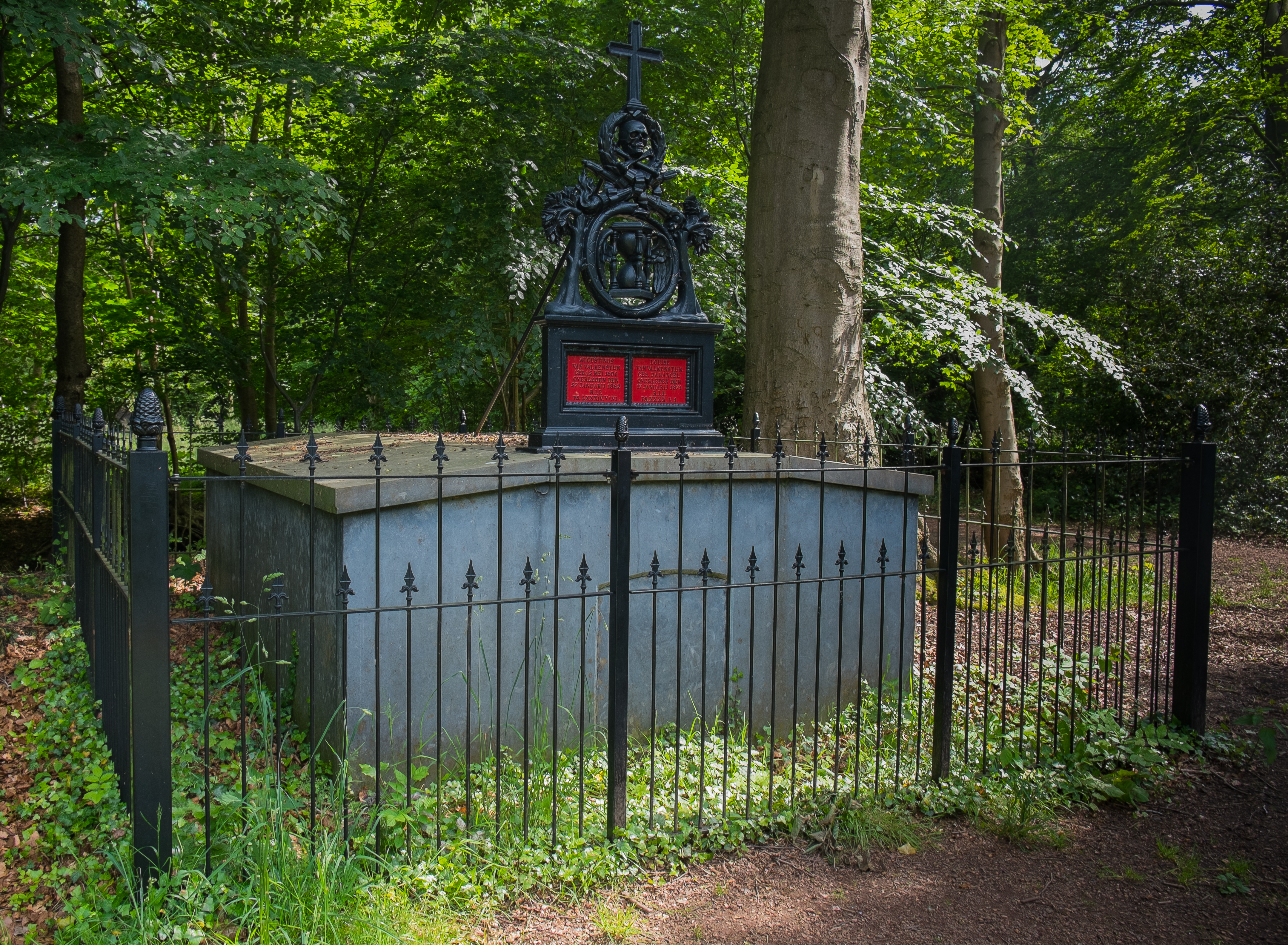
Gietijzeren grafteken

Valkenstijn is een landgoed gelegen aan de rand van de woonwijk Assen-Oost in de Nederlandse provincie Drenthe. Valkenstijn was vóór het in de negentiende eeuw deze naam kreeg bekend als Vredeveld. Vredeveld was de naam van een huis en voormalige havezate. Het huis Vredeveld werd halverwege de 17e eeuw gebouwd door Zeino Joachim van Welvelde. Halverwege de 18e eeuw kwam het huis in het bezit van de Drentse gedeputeerde Herman Roelof Wolf van der Feltz. Deze diende in 1769 een verzoek in om het recht van havezate te mogen verleggen van de havezate Entinge te Bonnen naar Vredeveld. Na verkoop van recht op havezate in 1774 aan de drost van Drenthe, Alexander Carel graaf van der Heiden, raakte Vredeveld de status van havezate na vijf jaar weer kwijt.

## Geschiedenis
In de 18e eeuw was Vredeveld in het bezit van de drost van Drenthe. In 1816 kocht de gouverneur van Drenthe, Petrus Hofstede, het landgoed en vestigde er zijn residentie. Jacob van Lennep beschreef het bezoek, dat hij - samen met zijn vriend Dirk van Hogendorp tijdens hun voettocht door Noord-Nederland - aan Vredeveld bracht. Het landgoed kreeg de naam Valkenstijn toen het in 1842 in bezit kwam van Augustinus van Valkenstijn en zijn vrouw Louise Aubry d'Arancey (geboren 21 december 1809). Toen Louise op 17 januari 1871 overleed, werd ze in de tuin van het landgoed begraven. Augustinus overleed op 27 januari 1882 en werd eveneens in het graf bijgezet. De nu nog aanwezige graftombe is de enige particuliere begraafplaats van Assen. Het monument wordt gesierd door een opvallende, door de Asser IJzergieterij vervaardigde gietijzeren grafteken.
In 2001 werd de graftombe gerestaureerd. De kisten bleken nog in de tombe aanwezig. De kist van Augustinus was nog redelijk intact, die van zijn vrouw was vergaan. Tevens werd het gerucht ontzenuwd, dat Louise Aubry d'Arancey een dochter zou zijn van koning Lodewijk Napoleon.
Er zijn in de eerste helft van de 20e eeuw verschillende plannen geweest om het steeds bouwvalliger pand af te breken en er een nieuw huis neer te zetten, waaronder een plan waarbij de architect J.F.A. Göbel betrokken was en dat al in een vergevorderd stadium zat, maar dat op het laatste moment, zoals alle andere plannen, niet doorging. Uiteindelijk werd het monumentale huis, dat het middelpunt vormde van het landgoed, in 1966 afgebroken. In 2016 zijn de contouren van het oude landhuis weer zichtbaar geworden.